# Zubří (Trhová Kamenice)
Zubří je malá vesnice, část městyse Trhová Kamenice v okrese Chrudim. Nachází se v Železných horách, asi 1,5 km na jihozápad od Trhové Kamenice. V roce 2009 zde bylo evidováno 23 adres. V roce 2001 zde trvale žilo 11 obyvatel.
Zubří leží v katastrálním území Trhová Kamenice o výměře 13,12 km2.

## Historie
První písemná zmínka o obci pochází z roku 1547.

## Pamětihodnosti
V blízkosti obce se nachází barokní kaplička sv. Jana Nepomuckého z počátku 18. století, Přírodní rezervace Zubří, kterou prochází naučná stezka „Krajem Chrudimky“ a rozhledna na Zuberském vrchu. V obci stojí řada zachovalých roubených chalup typických pro tuto oblast.

## Další fotografie

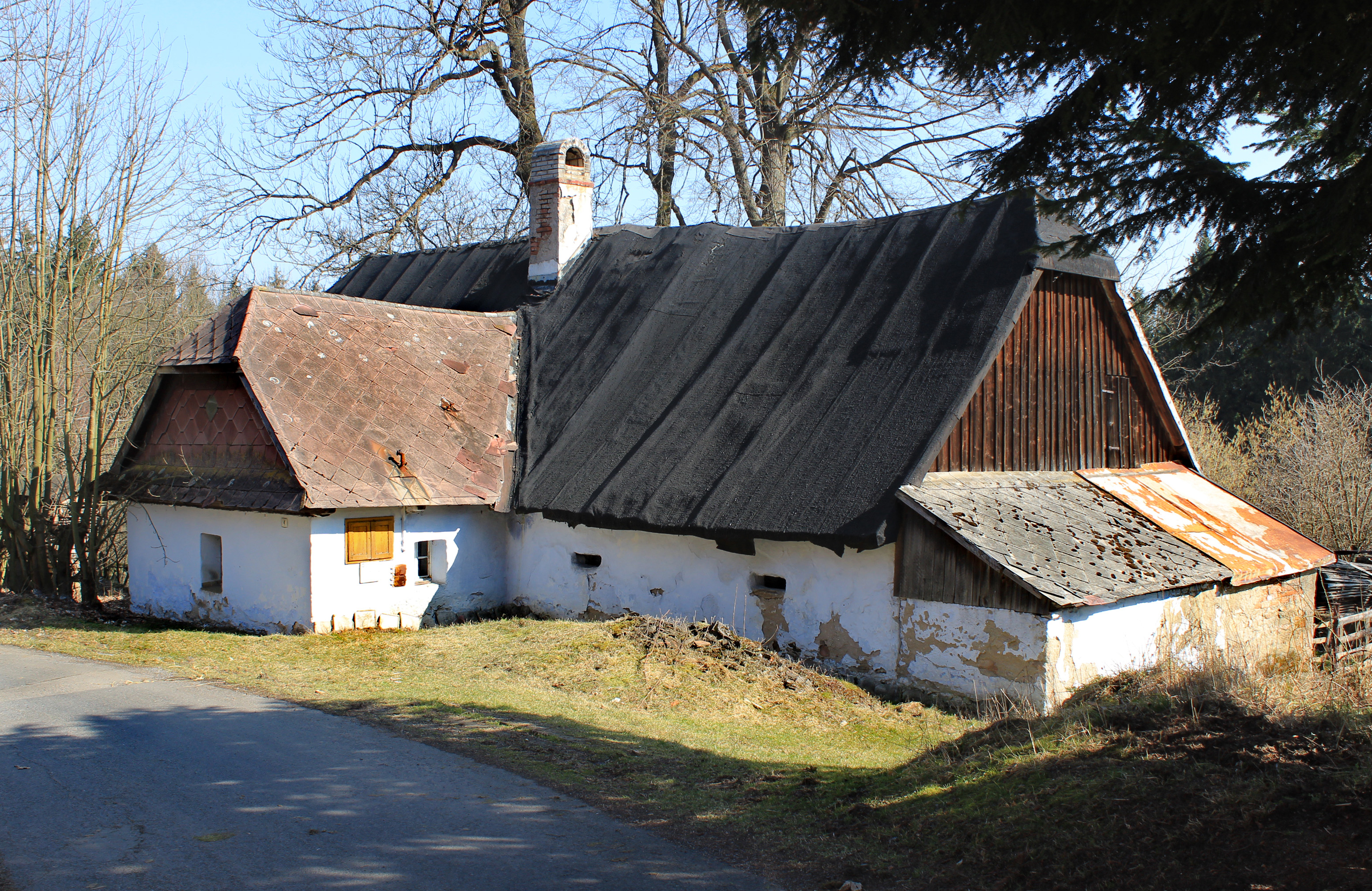
Stará chalupa
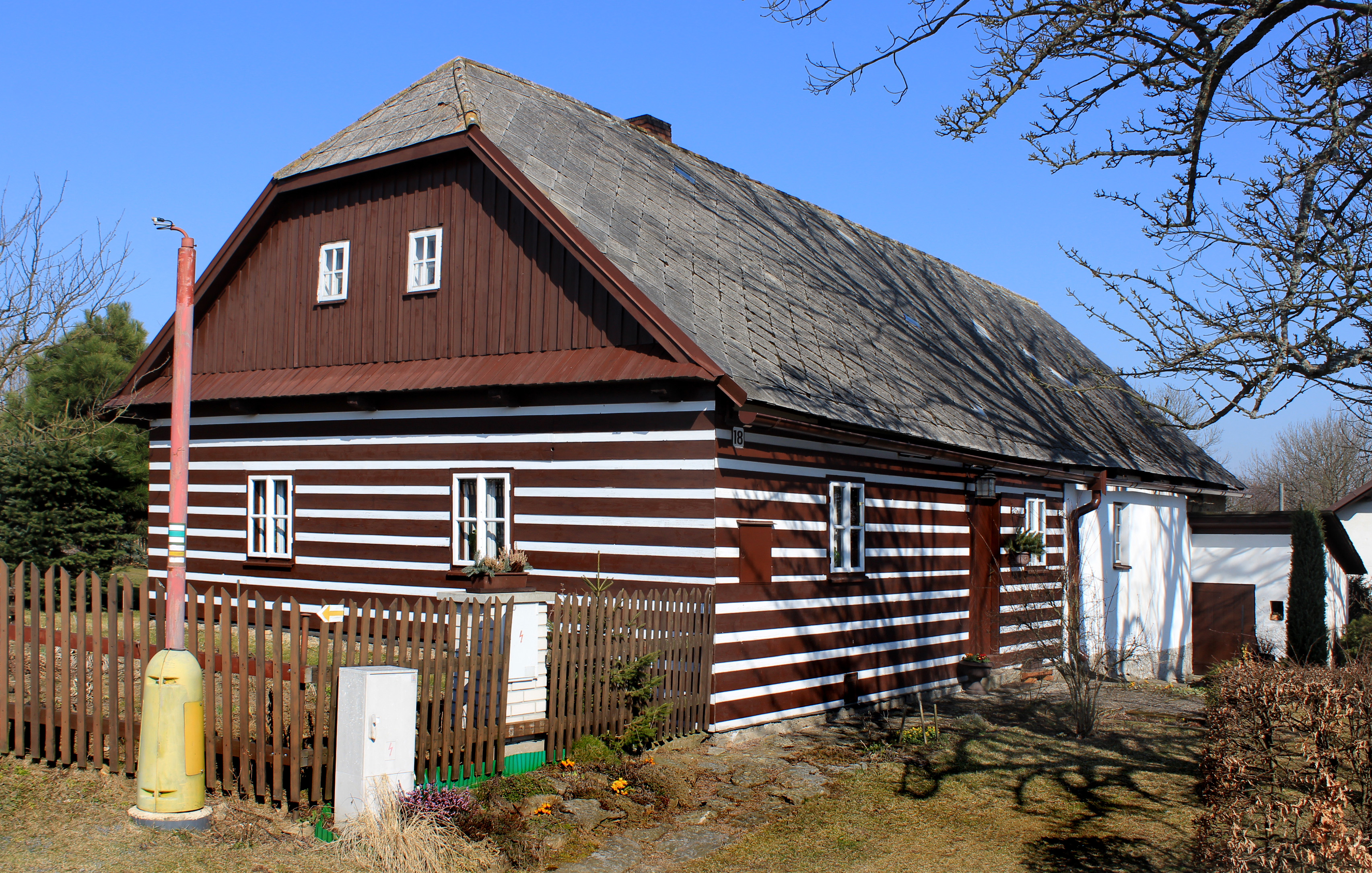
Imitace roubenky
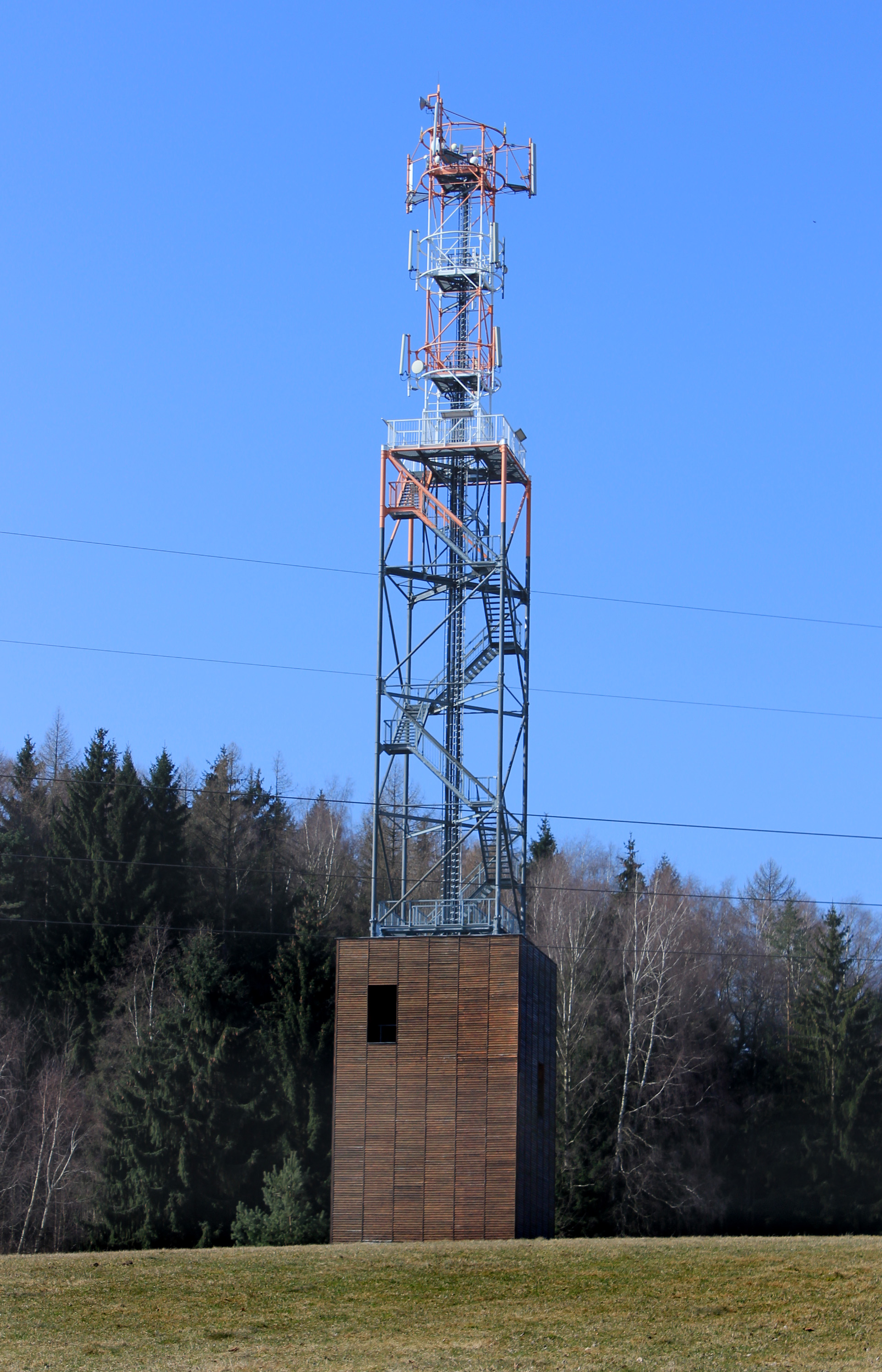
Rozhledna pod vsí